# Cúp bóng đá châu Á 1988
Cúp bóng đá châu Á 1988 là Cúp bóng đá châu Á lần thứ chín. Vòng chung kết giải được tổ chức tại Qatar từ 2 đến 18 tháng 12 năm 1988, gồm 10 đội. Đương kim vô địch Ả Rập Saudi bảo vệ được chức vô địch sau khi thắng Hàn Quốc bằng loạt sút penalty 4-3 ở trận chung kết.

## Vòng loại
Có tất cả 20 đội tuyển tham gia vòng loại, chia làm 4 bảng, chọn 2 đội đầu bảng vào đá vòng chung kết với chủ nhà Qatar và đương kim vô địch Ả Rập Saudi.

## Vòng chung kết
Vòng chung kết được tổ chức từ 2 đến 18 tháng 12, thi đấu tại hai sân vận động là Sân vận động Al-Ahly và Sân vận động Qatar SC ở thủ đô Doha. 10 đội tuyển tham dự chia làm 2 bảng 5 đội, chọn mỗi bảng 2 đội vào bán kết đấu loại trực tiếp để chọn ra nhà vô địch.

### Các đội tham dự
- Qatar (chủ nhà)
- Ả Rập Xê Út (đương kim vô địch)
- Bahrain
- Trung Quốc
- Iran
- Nhật Bản
- Kuwait
- Hàn Quốc
- Syria
- UAE

## Địa điểm
| Sân vận động Al-AhlySân vận động Qatar SC Các sân vận động ở Doha | Doha                 | Doha                  |
| Sân vận động Al-AhlySân vận động Qatar SC Các sân vận động ở Doha | Sân vận động Al-Ahly | Sân vận động Qatar SC |
| Sân vận động Al-AhlySân vận động Qatar SC Các sân vận động ở Doha | Sức chứa: 20.000     | Sức chứa: 20.000      |
| Sân vận động Al-AhlySân vận động Qatar SC Các sân vận động ở Doha |                      |                       |

## Vòng bảng
Giờ thi đấu tính theo giờ Qatar (UTC+3).

### Bảng A
| Đội      | Trận | Thắng | Hòa | Thua | BT | BB | HS | Điểm |
| -------- | ---- | ----- | --- | ---- | -- | -- | -- | ---- |
| Hàn Quốc | 4    | 4     | 0   | 0    | 9  | 2  | +7 | 8    |
| Iran     | 4    | 2     | 1   | 1    | 3  | 3  | 0  | 5    |
| Qatar    | 4    | 2     | 0   | 2    | 7  | 6  | +1 | 4    |
| UAE      | 4    | 1     | 0   | 3    | 2  | 4  | −2 | 2    |
| Nhật Bản | 4    | 0     | 1   | 3    | 0  | 6  | −6 | 1    |

| Iran                | 2–0      | Qatar |
| ------------------- | -------- | ----- |
| Bavi 6' · Pious 89' | Chi tiết |       |

| UAE | 0–1      | Hàn Quốc              |
| --- | -------- | --------------------- |
|     | Chi tiết | Lee Tae-Ho 8' (ph.đ.) |

| Nhật Bản | 0–0      | Iran |
| -------- | -------- | ---- |
|          | Chi tiết |      |

| Qatar                           | 2–1      | UAE            |
| ------------------------------- | -------- | -------------- |
| Muftah 17' · Musabah 26' (l.n.) | Chi tiết | H. Mohamed 35' |

| Hàn Quốc                              | 2–0      | Nhật Bản |
| ------------------------------------- | -------- | -------- |
| Hwang Sun-Hong 13' · Kim Joo-Sung 35' | Chi tiết |          |

| Iran      | 1–0      | UAE |
| --------- | -------- | --- |
| Pious 27' | Chi tiết |     |

| Qatar                           | 2–3      | Hàn Quốc                                  |
| ------------------------------- | -------- | ----------------------------------------- |
| Salman 47' (ph.đ.), 80' (ph.đ.) | Chi tiết | Chung Hae-Won 10', 72' · Kim Joo-Sung 34' |

| UAE              | 1–0      | Nhật Bản |
| ---------------- | -------- | -------- |
| A.A. Mohamed 86' | Chi tiết |          |

| Hàn Quốc                                     | 3–0      | Iran |
| -------------------------------------------- | -------- | ---- |
| Byun Byung-Joo 26', 57' · Hwang Sun-Hong 42' | Chi tiết |      |

| Nhật Bản | 0–3      | Qatar                        |
| -------- | -------- | ---------------------------- |
|          | Chi tiết | Khamis 58', 82' · Muftah 90' |

### Bảng B
| Đội         | Trận | Thắng | Hòa | Thua | BT | BB | HS | Điểm |
| ----------- | ---- | ----- | --- | ---- | -- | -- | -- | ---- |
| Ả Rập Xê Út | 4    | 2     | 2   | 0    | 4  | 1  | +3 | 6    |
| Trung Quốc  | 4    | 2     | 1   | 1    | 6  | 3  | +3 | 5    |
| Syria       | 4    | 2     | 0   | 2    | 2  | 5  | −3 | 4    |
| Kuwait      | 4    | 0     | 3   | 1    | 2  | 3  | −1 | 3    |
| Bahrain     | 4    | 0     | 2   | 2    | 1  | 3  | −2 | 2    |

| Syria | 0–2      | Ả Rập Xê Út                     |
| ----- | -------- | ------------------------------- |
|       | Chi tiết | Al-Mutlaq 20' · Al-Suwaiyed 82' |

| Kuwait | 0–0      | Bahrain |
| ------ | -------- | ------- |
|        | Chi tiết |         |

| Trung Quốc                        | 3–0      | Syria |
| --------------------------------- | -------- | ----- |
| Cao Sinh 13' · Tạ Vu Tân 14', 19' | Chi tiết |       |

| Ả Rập Xê Út | 0–0      | Kuwait |
| ----------- | -------- | ------ |
|             | Chi tiết |        |

| Bahrain | 0–1      | Trung Quốc          |
| ------- | -------- | ------------------- |
|         | Chi tiết | Trương Tiểu Văn 78' |

| Syria         | 1–0      | Kuwait |
| ------------- | -------- | ------ |
| Al-Nasser 63' | Chi tiết |        |

| Ả Rập Xê Út | 1–1      | Bahrain                |
| ----------- | -------- | ---------------------- |
| Jazea'a 78' | Chi tiết | F. Mohamed 44' (ph.đ.) |

| Kuwait                                     | 2–2      | Trung Quốc      |
| ------------------------------------------ | -------- | --------------- |
| Adel Abbas 60' (ph.đ.) · Mansour Basha 62' | Chi tiết | Mã Lâm 10', 87' |

| Bahrain | 0–1      | Syria                  |
| ------- | -------- | ---------------------- |
|         | Chi tiết | Abu Al-Sel 72' (ph.đ.) |

| Trung Quốc | 0–1      | Ả Rập Xê Út  |
| ---------- | -------- | ------------ |
|            | Chi tiết | Al-Bishi 56' |

## Vòng đấu loại trực tiếp
|  | Bán kết            | Bán kết            |                    |       | Chung kết | Chung kết |
|  |                    |                    |                    |       |           |           |
|  | 14 tháng 12 - Doha |                    |                    |       |           |           |
|  |                    |                    |                    |       |           |           |
|  | Hàn Quốc (h.p.)    | 2                  |                    |       |           |           |
|  | Hàn Quốc (h.p.)    | 2                  | 18 tháng 12 - Doha |       |           |           |
|  | Trung Quốc         | 1                  |                    |       |           |           |
|  | Trung Quốc         | 1                  | Hàn Quốc           | 0 (3) |           |           |
|  | 15 tháng 12 - Doha |                    | Hàn Quốc           | 0 (3) |           |           |
|  |                    | Ả Rập Xê Út (pen.) | 0 (4)              |       |           |           |
|  | Ả Rập Xê Út        | Ả Rập Xê Út (pen.) | 0 (4)              | 1     |           |           |
|  | Ả Rập Xê Út        |                    |                    | 1     |           |           |
|  | Iran               | 0                  |                    |       |           |           |
|  | Iran               | 0                  | Tranh hạng ba      |       |           |           |
|  |                    |                    |                    |       |           |           |
|  | 17 tháng 12 - Doha |                    |                    |       |           |           |
|  |                    |                    |                    |       |           |           |
|  | Trung Quốc         | 0 (0)              |                    |       |           |           |
|  | Trung Quốc         | 0 (0)              |                    |       |           |           |
|  | Iran (pen.)        | 0 (3)              |                    |       |           |           |

### Bán kết
| Hàn Quốc             | 2–1 (h.p.) | Trung Quốc     |
| -------------------- | ---------- | -------------- |
| Lee Tae-Ho 93', 103' | Chi tiết   | Mai Triệu 100' |

| Ả Rập Xê Út  | 1–0      | Iran |
| ------------ | -------- | ---- |
| Abdullah 16' | Chi tiết |      |

### Tranh hạng ba
| Trung Quốc                             | 0–0 (h.p.) | Iran                                |
| -------------------------------------- | ---------- | ----------------------------------- |
|                                        | Chi tiết   |                                     |
| Loạt sút luân lưu                      |            |                                     |
| Đoàn Vũ · Vương Bảo Sơn · Ngô Văn Băng | 0–3        | Moharrami · Ansarifard · Ghayeghran |

### Chung kết
| Hàn Quốc                                                                  | 0–0 (h.p.) | Ả Rập Xê Út                                           |
| ------------------------------------------------------------------------- | ---------- | ----------------------------------------------------- |
|                                                                           | Chi tiết   |                                                       |
| Loạt sút luân lưu                                                         |            |                                                       |
| Cho Min-Kook · Lee Tae-Ho · Byun Byung-Joo · Kim Joo-Sung · Cho Yoon-Hwan | 3–4        | Nu'eimeh · Al-Jawad · Abdullah · Al-Mutlaq · Al-Bishi |

## Giải thưởng

### Cầu thủ xuất sắc nhất
- Kim Joo-Sung

### Vua phá lưới
- Lee Tae-Ho - 3 bàn

### Thủ môn xuất sắc nhất
- Trương Huy Khang

## Danh sách cầu thủ ghi bàn
| 3 bàn - Lee Tae-Ho 2 bàn - Mã Lâm - Tạ Vu Tân - Farshad Pious - Byun Byung-Joo - Chung Hae-Won - Hwang Sun-Hong - Kim Joo-Sung - Adel Khamis - Mansour Muftah - Khalid Salman | 1 bàn - Fahad Mohamed - Cao Sinh - Mai Triệu - Trương Tiểu Văn - Karim Bavi - Adel Abbas - Mansour Basha - Saleh Al-Mutlaq - Mohamed Al-Suwaiyed - Fahad Al-Bishi - Yousuf Jazea'a - Majed Abdullah - Walid Abu Al-Sel - Walid Al-Nasser - Hassan Mohamed - Abdulaziz Mohamed phản lưới nhà - Muhsin Musabah (trong trận gặp Qatar) |

## Bảng xếp hạng
| Pos                 | Đội tuyển   | Trận | Thắng | Hoà | Thua | BT | BB | HS | Điểm | Kiểm soát bóng |
| ------------------- | ----------- | ---- | ----- | --- | ---- | -- | -- | -- | ---- | -------------- |
| 1                   | Ả Rập Xê Út | 6    | 3     | 3   | 0    | 5  | 1  | +4 | 9    | 75.0%          |
| 2                   | Hàn Quốc    | 6    | 5     | 1   | 0    | 11 | 3  | +8 | 11   | 91.7%          |
| 3                   | Iran        | 6    | 2     | 2   | 2    | 3  | 4  | −1 | 6    | 50.0%          |
| 4                   | Trung Quốc  | 6    | 2     | 2   | 2    | 7  | 5  | +2 | 6    | 50.0%          |
| Bị loại ở vòng bảng |             |      |       |     |      |    |    |    |      |                |
| 5                   | Qatar       | 4    | 2     | 0   | 2    | 7  | 6  | +1 | 4    | 50.0%          |
| 6                   | Syria       | 4    | 2     | 0   | 2    | 2  | 5  | −3 | 4    | 50.0%          |
| 7                   | Kuwait      | 4    | 0     | 3   | 1    | 2  | 3  | −1 | 3    | 37.5%          |
| 8                   | UAE         | 4    | 1     | 0   | 3    | 2  | 4  | −2 | 2    | 25.0%          |
| 9                   | Bahrain     | 4    | 1     | 0   | 3    | 1  | 3  | −2 | 2    | 25.0%          |
| 10                  | Nhật Bản    | 4    | 0     | 1   | 3    | 0  | 6  | −6 | 1    | 12.5%          |